# Band of Gypsys (gruppo musicale)
La Band of Gypsys è stato l'ultimo gruppo fondato da Jimi Hendrix nel 1969 e a suo dire la più libera e soddisfacente incarnazione della sua carriera artistica e del suo profilo musicale, comprendente anche Billy Cox al basso e Buddy Miles alla batteria.

## Storia
Dopo aver sciolto il primo gruppo The Jimi Hendrix Experience nei primi mesi del 1969, Jimi Hendrix forma il gruppo Gypsy Sun and Rainbows, che suonerà al Festival di Woodstock. In questa formazione sono presenti Mitch Mitchell alla batteria e Billy Cox al basso (Cox aveva suonato con Hendrix anni prima mentre prestavano servizio nell'esercito); Hendrix forma poi con Cox la Band of Gypsys, che comprende come terzo componente Buddy Miles alla batteria.
In questa nuova incarnazione, Hendrix trova musicisti vicini tanto per affezione quanto per affinità (Billy Cox era uno dei più vecchi e più cari amici di Jimi Hendrix) a quello che vuole essere il suo nuovo percorso musicale, caratterizzato nell'idea di Hendrix da un'impronta decisamente più "black" e più in spirito da jam session.
Hendrix forma la Band of Gypsys anche per adempiere agli obblighi contrattuali cui era legato, per produrre un nuovo LP per Ed Chalpin, dell'etichetta discografica Capitol. Il gruppo registra un singolo, subito ritirato dopo la pubblicazione, Stepping Stone/Izabella, pubblicato dalla Reprise. Registrano diverso materiale in studio, di cui alcuni brani sono poi pubblicati nell'album postumo di Hendrix First Rays of the New Rising Sun, e in altre pubblicazioni. Fanno il loro esordio dal vivo a Capodanno 1970, in quattro concerti effettuati tra il 31 dicembre 1969 e il 1º gennaio 1970, nella sala Fillmore East di New York; da cui verrà poi ricavato un LP, Band of Gypsys. I concerti al Fillmore sono caratterizzati principalmente dalla presenza di nuove canzoni; come Machine Gun, brano contro le guerre.
Dopo uno spettacolo disastroso al Madison Square Garden il 28 gennaio 1970, dove Hendrix insulta una donna nel pubblico e dove il gruppo suona solo due canzoni (Who Knows e Earth Blues) per poi lasciare il palco, la Band of Gypsys si scioglie.

## Formazione
- Billy Cox – basso, cori
- Jimi Hendrix – chitarre, voce
- Buddy Miles – batteria, voce

## Discografia

### Album in studio
- 1986 - Band of Gypsys 2

Solo i primi tre brani sono accreditati alla Band of Gypsys, provenienti dalle stesse registrazioni effettuate al Fillmore East di New York, e pubblicate parzialmente nell'album Band of Gypsys; mentre i tre successivi provengono da live effettuati con il batterista Mitch Mitchell e con Billy Cox all'Atlanta Pop Festival il 4 luglio 1970 (Voodoo Child (Slight Return)), e a Berkeley il 5 maggio 1970 (Stone Free e Ezy Rider).
- 1994 - Blues

Raccolta postuma di Hendrix, contenente undici brani blues registrati da Jimi tra il 1966 e il 1970. Suona con Cox e Miles in quattro brani: Born Under a Bad Sign, Mannish Boy, Once I Had a Woman e Bleeding Heart.
- 1997 - First Rays of the New Rising Sun

Album studio postumo di Hendrix, avrebbe dovuto essere il suo quarto album; registrato principalmente tra novembre 1969 e agosto 1970. Al basso suona Billy Cox, mentre Mitch Mitchell è presente alla batteria nell'intero album tranne in due brani dove suona Miles, Room Full of Mirrors e Ezy Rider, il primo registrato il 17 novembre '69, il secondo il 18 dicembre '69 e il 20 gennaio '70, con aggiunte successive.
- 1999 - Live at the Fillmore East

Versione estesa contenente la maggior parte dei brani suonati ai quattro concerti tenuti dalla Band of Gypsys tra il 31 dicembre 1969 e il 1º gennaio 1970; dalle stesse registrazioni venne ricavato l'album Band of Gypsys.

### Album dal vivo
- 1970 - Band of Gypsys